# Griphoneura ferruginea
Griphoneura ferruginea är en tvåvingeart som beskrevs av Ignaz Rudolph Schiner 1868. Griphoneura ferruginea ingår i släktet Griphoneura och familjen lövflugor.
Artens utbredningsområde är Costa Rica. Inga underarter finns listade i Catalogue of Life.